# Hohenwarth (Wolfsegg)
Hohenwarth, früher auch bei der hohen Warte genannt, ist ein Gemeindeteil der Gemeinde Wolfsegg im Oberpfälzer Landkreis Regensburg von Bayern; das Dorf liegt etwa zwei km südöstlich des Ortes Wolfsegg.

## Geschichte
Hohenwarth wurde als Siedlungsstätte von den Herren von Pettendorf errichtet. Nach dem Aussterben dieses Geschlechts mit Friedrich III. von Pettendorf (1119) gelangte das Gebiet über die Erbtochter Heilika an die Wittelsbacher. Dazu heißt es in dem ältesten bayerischen Herzogsurbar von 1231/34, „Hohenwarte von zwain hoven git man fvnfzehen mvtte waitzn, sehtic mvtte rocken, vierzic mvtte habern, zwæne mvtte arwaiz, zwæne mvtte ryben, zwai spec swin, zwæne frischlinge, zehen gense, zwaizic hvnre, veir hvndert aier.“ Diese Abgaben waren zuerst an das Amt in Pettendorf, dann an das Kastenamt in Burglengenfeld zu leisten. 1533 wurde die Hofmark Wolfsegg zusammen mit Hohenwarth von Leonhard von Eck erworben und gehörte ab 1549 auch mit der Niedergerichtsbarkeit zu Wolfsegg. Nach dem Dreißigjährigen Krieg werden hier zwei Bauernhöfe genannt. Durch Höfeteilung entstanden bis zur Bayerischen Uraufnahme fünf Höfe.
In Hohenwarth befinden sich heute 22 Häuser, die durch Erbteilungen aus den ursprünglichen zwei Bauernhöfen hervorgegangen sind.